# Furacão Gert (2017)
O furacão Gert foi um forte ciclone tropical que provocou fortes ondas e correntes de ressaca para a Costa Leste dos Estados Unidos em agosto de 2017. Gert originou-se em 3 de agosto a partir de uma onda tropical que se movia ao largo da costa da África ainda que não conseguiu organizar-se significativamente, até 12 de agosto, quando o sistema se uniu com uma depressão tropical a leste das Bahamas. Algumas horas mais tarde, a depressão tornou-se a sétima tempestade tropical da temporada de furacões anual e foi nomeado Gert. Para o dia seguinte, porém, a intensificação foi prejudicado pela proximidade de ar seco. Depois que Gert fosse capaz de superar a dificuldade em 14 de agosto, Gert retomou a intensificação ao mover-se para norte, em paralelo com a costa dos Leste dos Estados Unidos. Gert atingiu o seu pico de intensidade em 16 de agosto como categoria 2 enquanto acelarava para noroeste. Daí em diante, o aumento vertical de cisalhamento do vento e diminuição da temperatura da superfície do mar causou que Gert rapidamente enfraquece-se e se desse a transição para um ciclone extratropical em 17 de agosto, bem a leste da costa Atlântica do Canadá. Os restos de Gert foram dissipados no final de 18 de agosto, depois que se fundiu com outro ciclone extratropical sobre o Atlântico.
Durante a sua existência, Gert trouxe mar cavado, ondas grandes e contra-correntes na costa leste dos Estados Unidos e Canadá Atlântico. Duas mortes ocorreram quando dois nadadores se afogaram no forte surf. O sistema extratropical que se fundiu com os remanescentes de Gert trouxe fortes ventos e chuvas para a Irlanda e partes do Reino Unido.

## História meteorológica
Em 2 de agosto, o National Hurricane Center (NHC) começou a rastrear uma onda tropical sobre a África Ocidental. A onda surgiu sobre o Oceano Atlântico em 3 de agosto, acompanhado por uma área de baixa pressão superficial fraca. Enquanto se movia rapidamente para oeste ao sul de Cabo Verde em um ambiente geralmente favorável caracterizado por altas temperaturas da superfície do mar (TSMs) e baixo cisalhamento vertical do vento, a onda mostrou alguns sinais de desenvolvimento, e foi dada uma grande chance de se consolidar em uma depressão tropical durante o próximos cinco dias pelo NHC. No entanto, em 5 de agosto, o movimento rápido do sistema o colocou em condições menos favoráveis, fazendo com que a maioria das chuvas e tempestades associadas à onda se dissipassem. A onda continuou a seguir para o oeste nos dias seguintes, eventualmente se dividindo em dois sistemas - o do norte sendo o precursor de Gert e a porção do sul gerando posteriormente o furacão Kenneth no Pacífico oriental.
Depois disso, em 11 de agosto o precursor de Gert mudou-se para oeste-noroeste, passando ao norte de Porto Rico. Ao fazer isso, faixas convectivas associadas ao sistema começaram a se curvar e se concentrar em direção ao centro do sistema, evidenciando uma organização crescente. Uma área de superfície de baixa pressão desenvolvida em 12 de agosto, e uma depressão tropical formada às 18:00 UTC do no mesmo dia a 265 milhas (425 km) a nordeste das Ilhas Turcas e Caicos. A depressão organizou-se ainda mais para tornar-se uma tempestade tropical às 00:00 UTC em 13 de agosto, com ventos sustentados máximos de 64 km/h (40 mph), e recebeu o nome de Gert. Embora as condições geralmente favoreçam uma intensificação adicional, com alta SSTs e baixo cisalhamento do vento, o ar seco de nível médio interrompeu a convecção central de Gert, fazendo com que a intensidade de Gert se mantivesse estável pelos próximos 18 horas. No entanto, em 14 de agosto, a circulação de Gert tinha-se misturado com ar seco, preparando a tempestade para um fortalecimento ainda maior. Naquela época, Gert estava se movendo de norte a noroeste para norte através de um vazio nas latitudes dos cavalos.

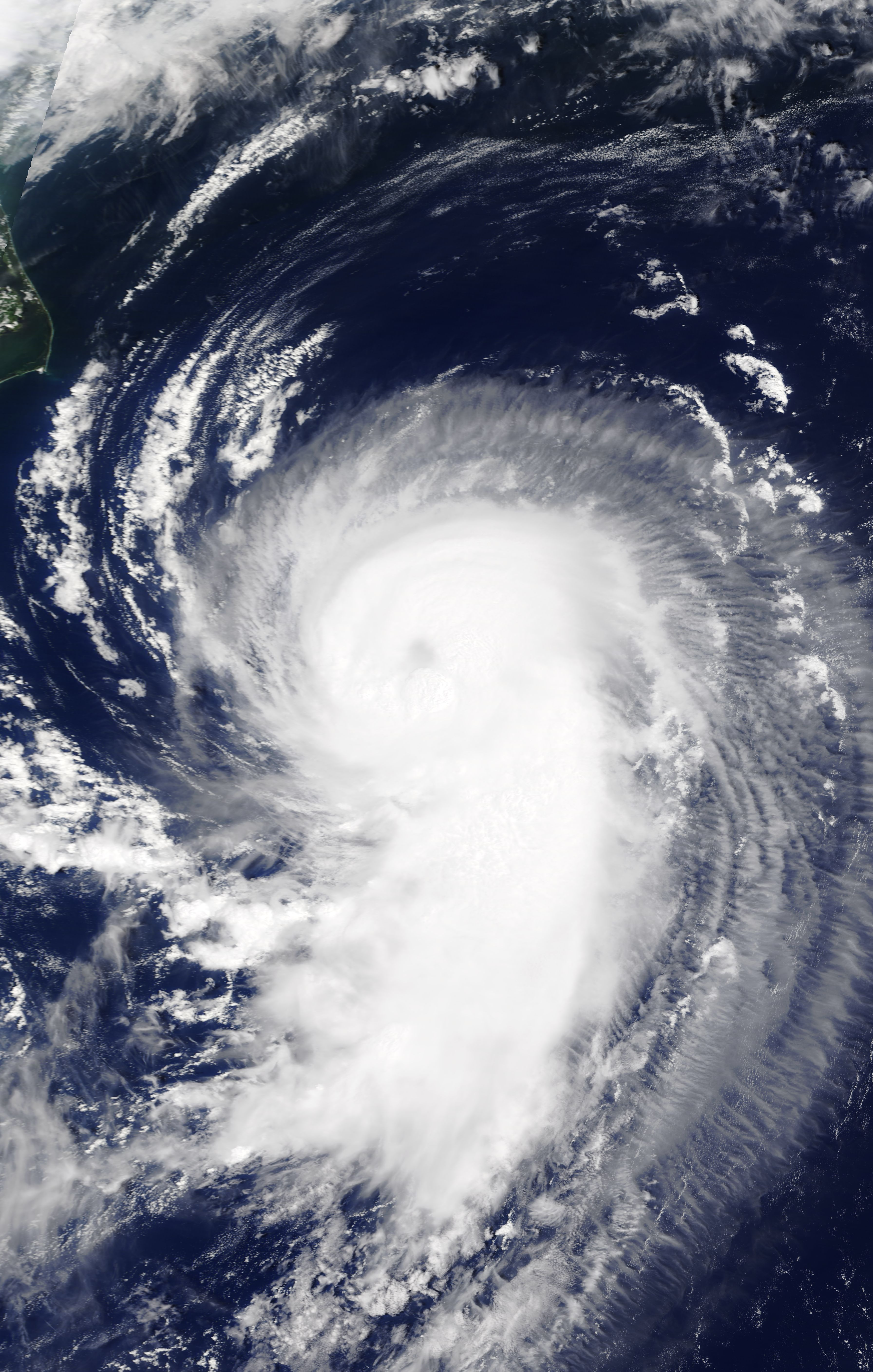
Furacão Gert na Costa Leste dos Estados Unidos em 15 de agosto

De 14 de agosto em diante, Gert fortaleceu-se marcadamente, desenvolvendo convecção profunda persistente e uma nublada central densa. Às 06:00 UTC em 15 de agosto, Gert tornou-se o segundo furacão da temporada de furacões do Atlântico de 2017, com ventos sustentados subindo para 121 km/h (75 mph). Enquanto um cavado próximo da latitude média começou a acelerar Gert em direção ao nordeste, Gert continuou a se intensificar, desenvolvendo um olho de apenas 10 nmi (19 km; 12 mi) diâmetro. Às 18:00 UTC em 16 de agosto, Gert atingiu o seu pico de intensidade com ventos de 180 km/h (110 mph) e uma pressão central mínima de 962 mbar (hPa; 28,41 inHg), classificado como categoria 2 na escala Saffir – Simpson. Correndo para o leste-nordeste, Gert logo passou além da parede norte da Corrente do Golfo, marcando uma diminuição significativa nas SSTs. Combinado pelo aumento do cisalhamento do vento vertical e ar mais seco, Gert começou a enfraquecer e seu padrão de nuvens se deteriorou rapidamente; o sistema degradou-se a uma tempestade tropical às 12:00 UTC em 17 de agosto. Seis horas depois, Gert fez a transição para um ciclone extratropical a 539 km (335 mi) a sudeste de São João da Terra Nova. O ciclone enfraquecido continuou para nordeste sobre o Oceano Atlântico aberto, antes de se dissipar às 00:00 UTC em 19 de agosto. A energia e a humidade remanescentes do sistema se fundiram com outro ciclone extratropical a noroeste, que mais tarde afetou a Irlanda e o Reino Unido.

## Preparações e impacto
Enquanto Gert não se aproximou de nenhuma área terrestre durante a sua existência como um ciclone tropical, Gert ainda gerou ondas grandes, ondas fortes e correntes de retorno ao longo da costa leste dos Estados Unidos e do Canadá Atlântico. Em Nantucket, Massachusetts, várias praias foram fechadas, e os salva-vidas conduziram mais de 25 resgates na água apenas em 16 de agosto. Apesar disso, um homem de 40 anos se afogou na praia de Nobadeer por volta do meio-dia de 16 de agosto; as tentativas de reanimá-lo com reanimação cardiorrespiratória depois que ele foi retirado da água não tiveram sucesso. Em Outer Banks, próximo ao Cape Hatteras National Seashore, um homem de 63 anos morreu afogado em 14 de agosto depois de ser levado por uma contra-corrente durante uma tentativa de resgatar outro nadador "em perigo". O outro nadador mais tarde voltou com segurança para a costa.
Os remanescentes de Gert fundiram-se com outro ciclone extratropical que produziu fortes ventos e fortes chuvas na Irlanda e no Reino Unido. Antes da tempestade, Met Éireann emitiu avisos meteorológicos amarelos para toda a Irlanda, prevendo chuvas fortes e inundações localizadas. Conforme a tempestade atingiu, inundações severas ocorreram na Irlanda do Norte, com as águas atingindo 15 m (49 ft). Mais de 100 pessoas foram resgatadas depois de ficarem presas em seus carros ou casas durante a noite.